# Aphodius anthrax
Aphodius anthrax is een keversoort uit de familie bladsprietkevers (Scarabaeidae). De wetenschappelijke naam van de soort is voor het eerst geldig gepubliceerd in 1871 door Gerstaecker.